# كابروني كا.101
كابروني كا.101 (بالإنجليزية: Caproni Ca.101)‏ هي طائرةٌ إيطاليَّة، صنعتها شركة كابروني للطائرات، وكان أول تحليقٍ لها في 1928.